# 司陶特啤酒

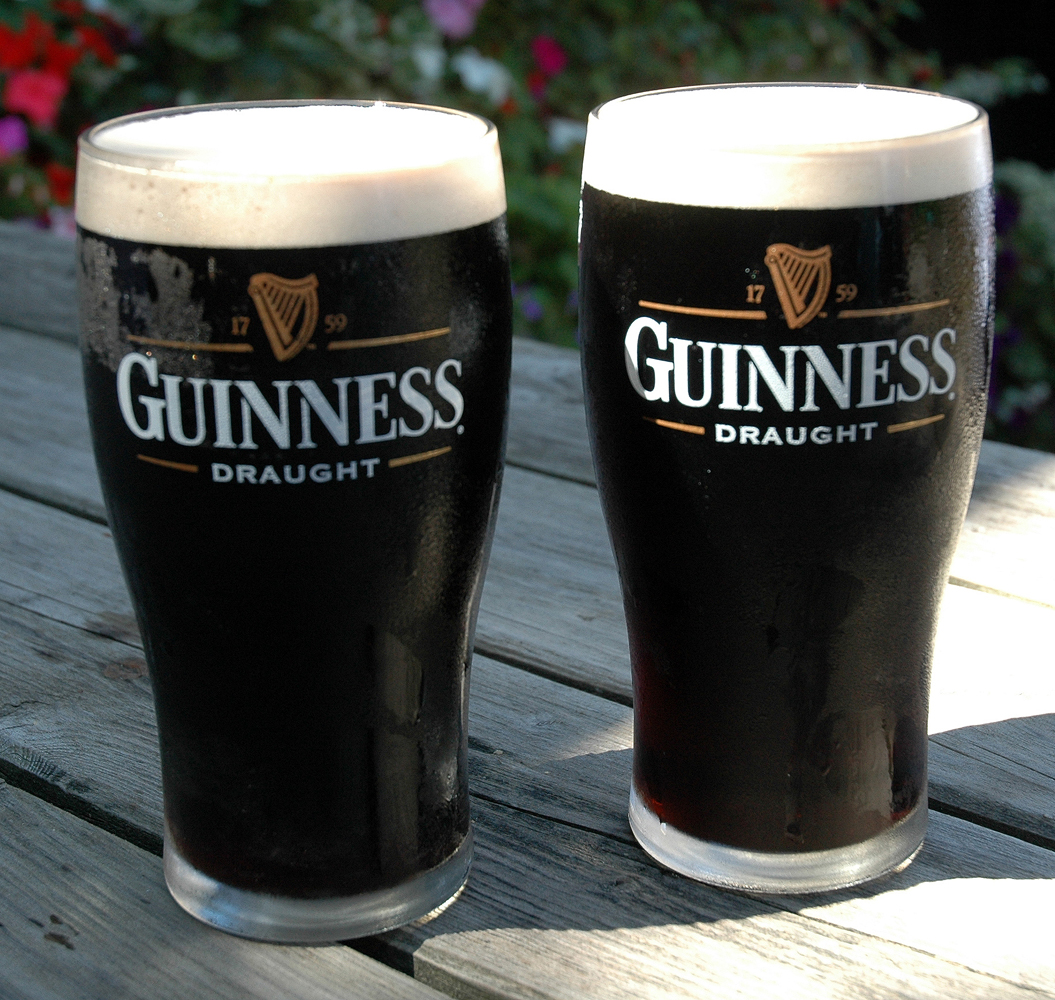
健力士生啤酒，健力士為產自愛爾蘭之烈性啤酒品牌

司陶特啤酒，又稱烈性啤酒、烈性黑啤酒，一種深色的啤酒，由烘焙過的麥芽或是大麥、啤酒花、水及酵母所製成。這種啤酒衍生自波特啤酒（Porter），最高酒精含量可達7%至8%，口味較強烈。

## 歷史
中文「司陶特」源自英文（Stout），原義是強烈的意思。發源自英格蘭的波特啤酒，傳入愛爾蘭之後，愛爾蘭人將原料由烘烤麥芽改為未發芽的烘烤大麥，形成司陶特啤酒。

## 特点
司陶特色泽深褐，苦味較重，泡沫較少，但有較濃郁的焦香麦芽味及帶有朱古力味。